# Фељино (Савона)
Фељино је насеље у Италији у округу Савона, региону Лигурија.
Према процени из 2011. у насељу је живело 582 становника. Насеље се налази на надморској висини од 143 м.